# Nawaz Khizar Bajwa
Nawaz Khizar Bajwa (ur. 20 września 1942) – pakistański hokeista na trawie, medalista olimpijski.
Grał jako napastnik. Uczestniczył w Letnich Igrzyskach Olimpijskich 1964, na których zdobył srebrny medal. Wystąpił w jednym spotkaniu (przeciwko Japonii), w którym nie strzelił żadnej bramki.
W latach 1963–1967 rozegrał w drużynie narodowej 14 spotkań, nie strzelając ani jednego gola. Zdobył srebrny medal Igrzysk Azjatyckich 1966.